# Dicranota (Ludicia) niphas
Dicranota (Ludicia) niphas is een tweevleugelige uit de familie Pediciidae. De soort komt voor in het Oriëntaals gebied.